# Von Schwartz

Von Schwartz is een uit Land Hadeln afkomstig geslacht waarvan een lid in 1814 tot de Nederlandse adel ging behoren en welk 'adellijke geslacht' met hem in 1835 uitstierf.

## Geschiedenis
De stamreeks begint met Andreas Schwartz die stadhouder was in Land Hadeln en in 1665 in de Rijksadelstand werd verheven. Zijn zoon werd student te Groningen en luitenant-generaal. Diens zoon had zitting in de ridderschap van Drenthe. Diens kleinzoon werd bij Souverein Besluit van 28 augustus 1814 benoemd in de ridderschap van Drenthe; hij bleef ongehuwd zodat met hem het geslacht in 1835 uitstierf.

## Enkele telgen
- Anton Günther von Schwarz, heer van Onsborch († na 6 mei 1708), student te Groningen, luitenant-generaal
  - Christoffel Bernard Julius von Schwartz, heer van Ansen en Glinthuis (1676-1754), luitenant-kolonel, in de ridderschap van Drenthe (wegens Ansen); trouwde in 1707 Helena Agnes de Vos van Steenwijk, vrouwe van Ansen (1687-1716), lid van de familie De Vos van Steenwijk
    - Zeino Coenraad von Schwartz, heer van Ansen (1716-1799), luitenant-kolonel, in de ridderschap van Drenthe
      - Jhr. Christoffer Bernard Julius von Schwartz, heer van Ansen (1759-1835), luitenant-kolonel, lid van de ridderschap en provinciale staten van Drenthe